# Csák Márk
Csák Márk (megh. 1259 után) magyar nemes volt, aki 1247-ben Hont vármegye ispánjaként (comes) szolgált.
A Csák nemzetség trencséni ágába született I. Máté és Margit legidősebb fiaként, ismeretlen családból. Egy 1259-es királyi oklevél szerint Márk a felső-magyarországi Lednice uralkodója volt (ma: Lednica, Szlovákia), ahol várat épített. A falu nevét itt említették először "Lednyche"-ként. A charta Mark de Lednyche néven hivatkozik rá. Márknak két fia (II. Péter és II. István) és két lánya volt (az egyik Mária, Hont-Pázmány Ivánka, majd Zoeardus Zoárd felesége).
Márk leszármazottai a nemzetség ősi birtokának, Csákvárnak a közelében maradtak birtokosok, míg testvérei, I. István, II. Máté és I. Péter, valamint ez utóbbi fiai, III. Máté és Csák szereztek birtokot a Nemzetkirályság északnyugati vármegyéiben. Magyarország, ahol később III. Máté, mint a leghatalmasabb oligarcha, de facto a királytól függetlenül uralkodott, és bitorolta birodalmában a királyi előjogokat. Márk leszármazottai a nemzetség ősi birtokának, Csákvárnak a közelében maradtak birtokosok, míg testvérei, I. István, II. Máté és I. Péter, valamint ez utóbbi fiai, III. Máté és Csák szereztek birtokot a Nemzetkirályság északnyugati vármegyéiben. Magyarország, ahol később III. Máté, mint a leghatalmasabb oligarcha, de facto a királytól függetlenül uralkodott, és bitorolta birodalmában a királyi előjogokat.